# João Azevêdo
João Azevêdo Lins Filho (João Pessoa, 14 de agosto de 1953) é um engenheiro civil e político brasileiro, filiado ao Partido Socialista Brasileiro (PSB). É o atual governador do estado da Paraíba, eleito no primeiro turno das eleições estaduais, ocorridas em 7 de outubro de 2018. Foi reeleito em 2022.

## Biografia
Professor aposentado do Instituto Federal de Educação, Ciência e Tecnologia da Paraíba (IFPB), João Azevêdo formou-se em Engenharia Civil na Universidade Federal da Paraíba (UFPB) em 1978 e é pós-graduado em Metodologia do Ensino Técnico.
Entre os anos de 1980 e 1983, João Azevêdo atuou como diretor da Divisão de Planejamento Habitacional do Instituto de Assistência à Saúde do Servidor (IPEP); entre 1983 e 1984, assumiu a chefia da Assessoria de Planejamento Econômico da URBAN
; entre 1984 e 1985, assumiu a gerência de Infraestrutura do Programa Cidade de Porte Médio, tornando-se coordenador geral do programa pouco tempo depois. Também entre 1986 e 1989, atuou como Secretário de Serviços Urbanos do município de João Pessoa; em 2004, como Secretário de Planejamento do município de Bayeux e, em 2005, foi chefe de Gabinete da Secretaria de Desenvolvimento Urbano (SEDURB), assessor da Secretaria de Planejamento (SEPLAN) e secretário adjunto da Secretaria de Habitação de João Pessoa. Além disso, entre os anos de 2007 e 2010, João Azevêdo também foi Secretário da Infraestrutura no mesmo município.
No ano de 2011, João Azevêdo foi nomeado pelo então governador da Paraíba, Ricardo Coutinho, como Secretário Estadual do Meio Ambiente, Recursos Hídricos e Ciência e Tecnologia. Já em 2015, quando houve a fusão desta pasta administrativa com a Secretaria de Infraestrutura, passou a exercer o cargo de Secretário de Infraestrutura, Recursos Hídricos, Meio Ambiente e Ciência e Tecnologia (SEIRHMACT), permanecendo no cargo até 5 de abril de 2018.

## Governador da Paraíba
Em abril de 2018, João Azevêdo deixou a SEIRHMACT para concorrer ao cargo de governador do Estado, tendo sua candidatura confirmada na convenção estadual do PSB em agosto do mesmo ano. Nas eleições de outubro, foi eleito governador do estado da Paraíba já no 1º turno com o apoio do então governador Ricardo Coutinho, tendo recebido 1.119.758 votos, correspondente a 58,18% dos votos válidos, derrotando antigas lideranças paraibanas formadas pelos ex-governadores José Maranhão, que foi candidato ao governo, e Cássio Cunha Lima, que deu seu apoio a Lucélio Cartaxo do Partido Verde (PV).
Em dezembro de 2019, João Azevêdo anunciou a saída do Partido Socialista Brasileiro (PSB) através de uma carta enviada à imprensa. O governador alega que a dissolução do Diretório Estadual e a posterior intervenção nacional gerou uma situação incômoda que exigiu a sua saída, queixando-se da falta de democracia no partido. A intervenção ocorreu após uma série de renúncias e críticas de membros do partido ligados ao ex-governador Ricardo Coutinho, o que levou a queda de um aliado de João do comando do diretório, que passou a ser controlado pelo ex-governador. Em nota, o PSB pediu desculpas por tornar João Azevêdo seu candidato ao governo e afirmou que sua saída foi um ato de traição que não surpreendeu, pois o governador transformou seu desejo de reeleição em obsessão.
Azevedo anunciou, posteriormente, a sua filiação ao Cidadania. O anúncio ocorreu no mesmo dia em que mais de 20 prefeitos se desfiliaram do PSB, seguindo com o governador para o novo partido.

## Desempenho em eleições
| Ano  | Eleição              | Candidato a | Partido | Coligação                                                                                             | Vice                  | Votos     | %      | Resultado       |
| ---- | -------------------- | ----------- | ------- | --- | --------------------- | --------- | ------ | --------------- |
| 2018 | Estaduais na Paraíba | Governador  | PSB     | A Força do Trabalho (PSB, PDT, PT, DEM, PR, PTB, PRP, PODE, PRB, PCdoB, AVANTE, PPS, REDE, PMN, PROS) | Ligia Feliciano (PDT) | 1.119.758 | 58,18% | Eleito 1º turno |
| 2022 | Estaduais na Paraíba | Governador  | PSB     | Juntos Pela Paraíba (PSB, PP, AGIR, AVANTE, PMN, PSD, SOLIDARIEDADE, PODE, REPUBLICANOS, PATRIOTA)    | Lucas Ribeiro (PP)    | 1.221.904 | 52,51% | Eleito 2º turno |

## Controvérsias

### Propaganda Abusiva
A partir de uma denúncia feita pela coligação ‘A Força da Esperança’, do candidato derrotado Lucélio Cartaxo (PV), o Tribunal Regional Eleitoral da Paraíba condenou o governador João Azevêdo, a vice-governadora Lígia Feliciano e o ex-governador Ricardo Coutinho por uso abusivo e excessivo de propaganda institucional do Estado durante as eleições de 2018, o que teria os beneficiado eleitoralmente. Cada um deles foram condenados a pagar uma multa de R$ 5.320,50. A defesa vai recorrer da sentença. 

### Operação Calvário
João Azevêdo é investigado no Superior Tribunal de Justiça por ser suspeito de dar continuidade aos crimes investigados pela Operação Calvário, que teriam sido comandados pelo ex-governador do Estado, Ricardo Coutinho. Por esse caso, Ricardo chegou a ser preso, mas conseguiu sair da prisão por meio de uma liminar. Segundo delação da ex-secretária de Estado, Livânia Farias, propinas pagas pela Cruz Vermelha do Brasil ajudaram a custear despesas de João Azevêdo a partir de abril de 2018, período em passou a concorrer às eleições estaduais. Os repasses teriam se estendido até o mês de julho, totalizando cerca de R$ 480 mil. Azevêdo afirmou que jamais recebeu recursos de quem quer que seja para fazer uso pessoal e que sua campanha foi bancada com recursos do partido. 